# 21 Questions
«21 Questions» — другий сингл з дебютного студійного альбому американського репера 50 Cent Get Rich or Die Tryin', другий окремок у кар'єрі, що став № 1 у США (перший — «In da Club»). «21 Questions» посів 6-ту сходинку UK Singles Chart, у той час як «In da Club» перебував на 23-му місці. Таким чином у топ-30 чарту одночасно перебували два сингли одного виконавця, що є доволі рідкісним явищем. Використаний семпл: «It's Only Love Doing Its Thing» Баррі Вайта. ARIA надала окремку платиновий статус.

## Передісторія
Композиція спочатку не мала потрапити на альбом, оскільки Доктор Дре, виконавчий продюсер, виступав проти цього. За словами 50 Cent: «Дре сказав 'Як ти збираєшся бути таким ґанґстером і при цьому помістити на альбом цю солодкаву любовну пісню?'» Репер відповів: «У мені живуть дві людини. Я завжди мав бути таким, починаючи з дитинства, щоб звести кінці з кінцями. Для мене це не різноманіття, це необхідність».

## Відеокліп
У березні 2003 зняли відео (режисери: Деймон Джонсон, Доктор Дре й Філліп Етвелл). За сюжетом 50 Cent заарештовують та садять до буцегарні, де він намагається підтримувати зв'язок зі своєю дівчиною, котру грає Меґан Ґуд. Показано конфлікт з іншим ув'язненим (Тайсон Бекфорд). Відео закінчується продовженням початку, показуючи як 50 Cent з дівчиною дивляться зі свого будинку як поліція забирає лише Бекфорда; тюремні сцени — гіпотетичний сценарій, який уявляв репер. У кліпі також знявся Нейт Доґґ. Камео: Ллойд Бенкс. Концепція відео ймовірно походить з «Never Leave Me Alone» Нейта.
15 квітня 2003 відео дебютувало на MTV в Total Request Live на 6-ій сходинці, піднявшись на 1-ше місце через два дні, де воно залишалося протягом 50 днів. Воно також посіло 2-гу позицію у чарті кліпів на MuchMusic.

## Ремікси
На інструментал пісні співали й читали реп: Нейт Доґґ, Monica, Free та Lil' Mo.

### 21 Answers
«21 Answers» — ремікс Lil' Mo та колишнього співведучого 106 & Park, репера Free, який є відповіддю на «21 Questions». Кевін «Dirty Swift» Рісто спочатку мав на меті створити жіночу версію композиції. Він одразу ж зв'язався з Lil' Mo. Прем'єра відбулася на нью-йоркській Hot 97. Після цього трек потрапив у ротацію інших радіостанцій. Згодом він дебютував на 77-ій позиції Billboard Hot R&B/Hip-Hop Songs. Хоча пісня перебувала 11 тижнів у чарті, вона не потрапила до другого студійного альбому співачки, Meet Girl Next Door (2003), оскільки її не завершили до дедлайну. Через об'єднання Elektra Records з Atlantic Records (2004) трек з'явився на перевиданні 2011 р.

### Чартові позиції
| Чарт (2003)                          | Найвища позиція |
| ------------------------------------ | --------------- |
| US Billboard Hot R&B/Hip-Hop Airplay | 51              |
| US Billboard Hot R&B/Hip-Hop Songs   | 50              |

## Список пісень
- Британський CD-сингл[10]

1. «21 Questions» — 3:44
2. «Soldier» (Freestyle) (разом з G-Unit) — 3:18
3. «21 Questions» (Live from New York) — 4:54
4. «21 Questions» (Music Video) — 3:49

- Французький CD-сингл[11]

1. «21 Questions» — 3:44
2. «21 Answers» (з участю Monica) — 4:03

## Учасники
- Продюсер: Dirty Swift
- Зведення: Dr. Dre
- Звукорежисери: Ша Мані XL, Мауріцио «Veto» Ірреґоррі
- Pro Tools: Керлайс Янґ
- Помічник звукорежисера: Рубен Рівера

## Чартові позиції
| Чарт (2003)                                   | Найвища позиція |
| --------------------------------------------- | --------------- |
| Австралія (ARIA)                              | 4               |
| Австрія (Ö3 Austria Top 75)                   | 39              |
| Валлонія (Ultratop 50 Валлонія)               | 36              |
| Велика Британія (The Official Charts Company) | 6               |
| Данія (Tracklisten)                           | 18              |
| Канада (Canadian Singles Chart)               | 5               |
| Нідерланди (Nederlandse Top 40)               | 8               |
| Німеччина (Media Control AG)                  | 35              |
| Нова Зеландія (RIANZ)                         | 8               |
| Норвегія (VG-lista)                           | 15              |
| США (Billboard Hot 100)                       | 1               |
| США (Hot R&B/Hip-Hop Songs) (Billboard)       | 1               |
| США (Mainstream Top 40) (Billboard)           | 6               |
| США (Rap Songs) (Billboard)                   | 1               |
| Угорщина (Dance Top 40)                       | 15              |
| Фінляндія (Suomen virallinen lista)           | 20              |
| Фландрія (Ultratop 50 Фландрія)               | 37              |
| Франція (SNEP)                                | 58              |
| Швейцарія (Media Control AG)                  | 14              |
| Швеція (Sverigetopplistan)                    | 34              |